# Le Vieux Saltimbanque
 (avril 2018).
Si vous disposez d'ouvrages ou d'articles de référence ou si vous connaissez des sites web de qualité traitant du thème abordé ici, merci de compléter l'article en donnant les références utiles à sa vérifiabilité et en les liant à la section « Notes et références ».
Le Vieux Saltimbanque est un poème publié en 1869 par Charles Baudelaire qui traite le sujet d’un homme seul en contradiction avec la foule. C'est un poème en prose.
Ce poème figure dans l'œuvre posthume de Charles Baudelaire, Le Spleen de Paris.